# Andreas Hofer

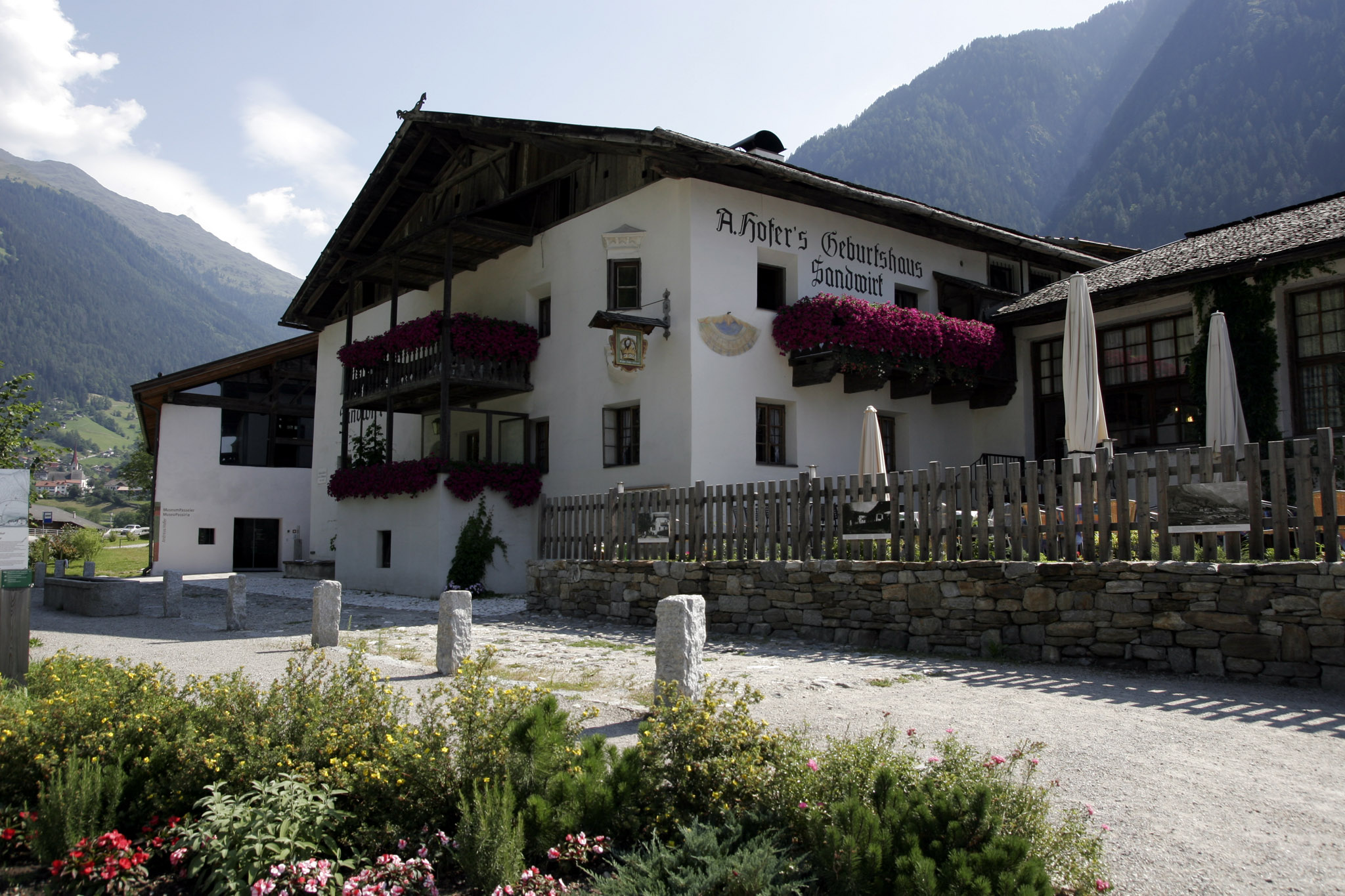
Hofer St. Leonhardi szülőháza

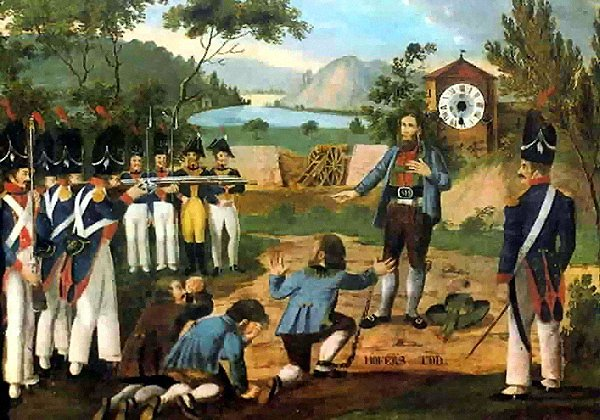
Hofer kivégzése Mantovában

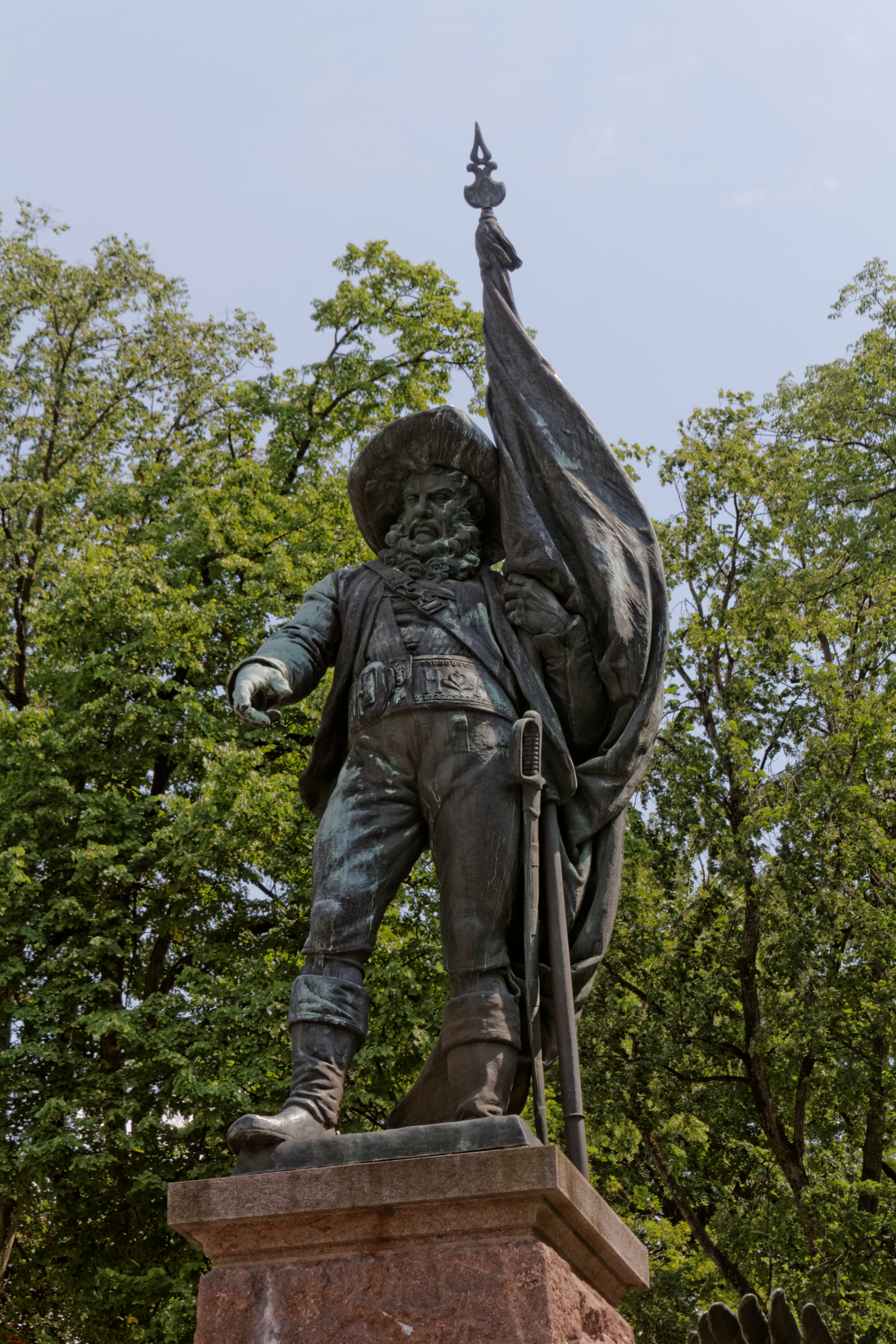
Hofer emlékműve Innsbruckban

Andreas Hofer, magyarosan: Hofer András, St. Leonhard im Passeier, Tirol, Ausztria (ma: San Leonardo in Passiria, Dél-Tirol, Olaszország), 1767. november 22. – Mantova, Itáliai Királyság, 1810. február 20.) tiroli szabadságharcos, a francia és bajor megszállás elleni felkelés vezetője. A felkelés veresége után az itáliai francia katonai hatóság kivégeztette.

## Életrajza
A St. Leonhard közelében fekvő Am Sand nevű vendéglőben született. Az apja által ráhagyott üzleten kívül bor- és lókereskedéssel foglalkozott. Józan eszű, tehetséges férfi volt, bár az iskolát alig látogatta. Császárjához és egyházához rendíthetetlen hűséggel ragaszkodott.
1790-ben mint a Passeier-völgy küldötte vett részt az innsbrucki viharos tartománygyűlésben. 1796-ban egy vadászzászlóalj vezéreként harcolt a franciák ellen. 1808-ban néhány honfitársával együtt Bécsben járt, ekkor közölte velük János főherceg a Joseph von Hormayr által kieszelt felkelés tervét. A tél folyamán Hofer és társai mindent megtettek a felkelés előkészítésére, és 1809. április 8-án Hofer lelkes felhívást intézett honfitársaihoz. Április 11-én maroknyi csapat élén rátámadt Sterzingnél a visszavonuló bajorokra, akiknek néhány hadosztályát 13-án megadásra kényszerítette, mire a segélyül érkezett osztrák hadak és a népfelkelők együttesen vonultak be a felszabadított Innsbruckba.
Csakhogy Tirol szabadsága, Napóleon győzelmei és gyors előrenyomulása folytán ismét elveszett és az ország ismét Lefebvre marsall és Wrede altábornagy hatalmába került. Hofer azonban újra összegyűjtötte honfitársait és a Bergisel dombon egymás után két csatában verte meg a bajorokat (május 25-én és 29-én). Május 30-án másodszor vonult be a felszabadított tiroli fővárosba. A tiroliak határtalan lelkesedéssel kísérték hős honfitársukat, akit megválasztottak fővezérnek, illetve helytartónak. A wagrami csata után azonban Ausztria, a Znaimban létrejött fegyverszünet értelmében ismét lemondott Tirolról és Vorarlbergről, mire a franciák, bajorok és szászok három irányból nyomultak be az országrészbe. Hofer azonban ekkor sem esett kétségbe: újra fegyverbe szólította honfitársait. Néhány ezer emberével és a hős Speckbacher csapatjával sietett egyesülni. Augusztus 13-án pedig Speckbacher által támogatva, a Bergisel dombon Lefebvre csapatait ismét megverte és az ország elhagyására kényszerítette. Augusztus 15-én harmadszor vonult be Innsbruckba, ahol az ország főparancsnokává választották, a császár pedig a nagy aranylánccal és érdeméremmel tüntette ki.
Az október 14-én Bécsben megkötött schönbrunni békeszerződésben Ausztria kénytelen volt – általános közkegyelem kikötése mellett – lemondani Tirolról és Vorarlbergről. Hofer és társai megdöbbenve értesültek e hírről. Míg azon tanakodtak, hogy mitevők legyenek, az ellenség sietve elfoglalta a Bergiselt és Scharnitzot, és október 16-án Speckbachert a Saalach folyó völgyében véres csatában legyőzte. Erre Steinachban november 2-án Hofer is meghódolt a császár akarata előtt, és honfitársait erről október 7-én kelt kiáltványában értesítette. Nemsokára azonban János főherceg állítólagos diadalaiban bízva, november 12-én Sandból újra fegyverre szólította a Vintschgau és a felső Inn-völgy lakóit. Csakhogy parányi csapata ekkor nem bírt a túlnyomó ellenséggel, és egyik völgy a másik után esett az ellenfél kezébe. Erre Hofer elbocsátotta embereit és feleségével és fiával együtt a havasok közé menekült.
1809 novemberéről a Passeier-völgyben egy alpesi kunyhóban rejtőzött. 1810 január végén egy Franz Raffl nevű helybéli lakos 500 gulden vérdíjért elárulta Huard de Saint-Aubin tábornoknak. Huard azonnal olasz csapatokat küldött Hofer elfogatására. Január 28-án a rejtekhelyet körülzárták, Hofert elfogták és megkötözve előbb január 27-én Bozenbe, majd február 5-én Mantovába vitték és a Porta Molina várbörtönbe zárták. Eugène de Beauharnais, az Itáliai Királyság francia alkirálya azonnal agyon akarta lövetni, de Napóleon császár kifejezett utasítására szabályos haditörvényszék elé állították. Az összehívott hadbíróság február 19-én Hofert halálra ítélte. Az ítéletet a bécsi udvar közömbös tétlensége következtében már másnap, 1810. február 20-án kora reggel végre is hajtották. Amikor Hofert a Porta Ceresa bástyára kivezették, nem tűrte, hogy szemeit bekössék és nem is térdepelt le; azután pedig maga vezényelt tüzet. Csak a 13. golyó vetett véget életének.
Tetemét a vár plébánosának kertjébe temették, ahonnan 1823. február 21-én az innsbrucki udvari templomban helyezték nyugalomra. A sír fölött, I. Miksa császárnak emlékművével szemben, az önzetlen hazafinak és hősnek Johann Nepomuk Schaller által márványból készített szobra emelkedik 1834 óta. Ferenc császár 1819-ben Hofer családját az elszenvedett vagyoni veszteségéért kárpótolta, és 1818. január 26-án a családot nemesi rangra emelte. 1893. szeptember 30-án pedig a Bergisel dombon, I. Ferenc József császár jelenlétében leleplezték Hofer szobrát, melyet Heinrich Natter tiroli szobrász készített.

## Emlékezete
- Carrarai márványból faragott életnagyságú szobrát felállították a Hadvezérek csarnokában, a bécsi Hadtörténeti Múzeumban.

## Alakja és tevékenysége játékfilmben
- 1929: Andreas Hofer, némafilm, rendezte Hans Prechtl, Hofer szerepében Fritz Greiner
- 1939: Lázadó (Der Rebel), német film, rendezője és főszereplője Luis Trenker. (Maga Hofer nem tűnik fel, de az egész történet a felkelők között játszódik)
- 1978: Der Judas von Tirol, német tévéfilm, rendező Luis Walter (Hofer elárulójának, Franz Raffl-nak története, alakját Fritz Rasp formálta meg)
- 2002: Andreas Hofer – Die Freiheit des Adlers (más címen 1809), osztrák–olasz–német filmdráma, Xaver Schwarzenberger rendezésében, Hofer szerepét Tobias Moretti játszotta.
- 2010: Bergblut, német–olasz játékfilm, rendező Philipp J. Pamer, Hofer szerepében Klaus Gurschler